# خط طول 103° غرب
خط طول 103° غرب هو أحد خطوط الطول الجغرافية، والتي تمتد من القطب الشمالي الجغرافي إلى القطب الجنوبي الجغرافي، وحسب التحويل الزمني يتأخر خط طول 103° غرب عن خط غرينتش بـ6 ساعات و52 دقيقة.

## من القطب إلى القطب
ينطلق خط طول 103° غرب من القطب الشمالي نحو القطب الجنوبي مرورا بالمناطق التي ترد في الجدول التالي:
| الإحداثيات                           | البلد أو الإقليم أو البحر | ملاحظات |
| ------------------------------------ | ------------------------- | --- |
| 90°0′N 103°0′W / 90.000°N 103.000°W  | المحيط المتجمد الشمالي    | |
| 79°15′N 103°0′W / 79.250°N 103.000°W | كندا                      | نونافوت — جزيرة اليف رينجنس [لغات أخرى]‏ و Thor Island |
| 78°9′N 103°0′W / 78.150°N 103.000°W  | Maclean Strait            | |
| 77°40′N 103°0′W / 77.667°N 103.000°W | Unnamed waterbody         | |
| 76°27′N 103°0′W / 76.450°N 103.000°W | كندا                      | نونافوت — جزيرة كاميرون [لغات أخرى]‏, جزيرة فانير [لغات أخرى]‏, Massey Island و جزيرة الكسندر [لغات أخرى]‏ |
| 75°33′N 103°0′W / 75.550°N 103.000°W | Austin Channel            | |
| 75°25′N 103°0′W / 75.417°N 103.000°W | Parry Channel             | شعبة فيكونت ملفيل ساوند [لغات أخرى]‏ |
| 73°10′N 103°0′W / 73.167°N 103.000°W | M'Clintock Channel        | مرورا بغرب جزيرة أمير ويلز (نونافوت)، نونافوت, كندا (في 72°46′N 102°44′W / 72.767°N 102.733°W) |
| 70°41′N 103°0′W / 70.683°N 103.000°W | كندا                      | نونافوت — جزيرة فيكتوريا (كندا) |
| 68°48′N 103°0′W / 68.800°N 103.000°W | خليج الملكة مود           | |
| 67°54′N 103°0′W / 67.900°N 103.000°W | كندا                      | نونافوت الأقاليم الشمالية الغربية — من 64°19′N 103°0′W / 64.317°N 103.000°W ساسكاتشوان — من 60°0′N 103°0′W / 60.000°N 103.000°W |
| 49°0′N 103°0′W / 49.000°N 103.000°W  | الولايات المتحدة          | داكوتا الشمالية داكوتا الجنوبية — من 45°57′N 103°0′W / 45.950°N 103.000°W نبراسكا — من 43°0′N 103°0′W / 43.000°N 103.000°W كولورادو — من 41°0′N 103°0′W / 41.000°N 103.000°W نيومكسيكو / أوكلاهوما border — من 37°0′N 103°0′W / 37.000°N 103.000°W تكساس — من 36°30′N 103°0′W / 36.500°N 103.000°W                                                      |
| 29°9′N 103°0′W / 29.150°N 103.000°W  | المكسيك                   | ولاية كواهويلا ولاية دورانغو — من 24°47′N 103°0′W / 24.783°N 103.000°W ولاية زاكاتيكاس — من 24°26′N 103°0′W / 24.433°N 103.000°W ولاية خاليسكو — من 21°17′N 103°0′W / 21.283°N 103.000°W ولاية ميتشواكان — من 20°11′N 103°0′W / 20.183°N 103.000°W Jalisco — من 19°58′N 103°0′W / 19.967°N 103.000°W Michoacán — من 19°3′N 103°0′W / 19.050°N 103.000°W |
| 18°10′N 103°0′W / 18.167°N 103.000°W | المحيط الهادئ             | |
| 60°0′S 103°0′W / 60.000°S 103.000°W  | المحيط الجنوبي            | |
| 72°21′S 103°0′W / 72.350°S 103.000°W | القارة القطبية الجنوبية   | المطالب الإقليمية بالقارة القطبية الجنوبية |
| 73°15′S 103°0′W / 73.250°S 103.000°W | المحيط الجنوبي            | بحر أموندسن |
| 74°52′S 103°0′W / 74.867°S 103.000°W | القارة القطبية الجنوبية   | المطالب الإقليمية بالقارة القطبية الجنوبية |